# Шотландский вальдшнеп
 Шотландский вальдшнеп (англ. Scotch woodcock) — британская закуска, состоящая из жидковатой, слегка взбитой яичницы, подаваемой на тостах, намазанных пастой из анчоусов или паштета Gentleman’s Relish, иногда и с рубленой зеленью и чёрным перцем.
Шотландский вальдшнеп подавали в буфетах Палаты общин Соединённого Королевства ещё в 1949 году. Его также подавали в колледжах Кембриджского и Оксфордского университетов и продолжают подавать в Оксфордском и Кембриджском клубах в качестве альтернативы сладким десертам или сырной тарелке.
Это было известное блюдо в викторианскую эпоху, и оно упоминается в «Книге домашнего хозяйства миссис Битон» (англ. Mrs. Beeton's Book of Household Management, 1861).
Термин «шотландский», вероятно, является уничижительным дисфемизмом, как и в случае с валлийским кроликом. Подобно валлийскому кролику, который не содержит кроличьего мяса, в этом блюде вообще нет ингредиентов из птицы вальдшнеп.